# Kirkman Hodgson
Kirkman Daniel Hodgson, JP (1814 - 11 septembre 1879) est un homme politique et banquier britannique.

## Biographie
Il est un marchand et banquier des Indes orientales, devenant associé de la société marchande Baring Brothers and Co. Il devient plus tard sous-gouverneur et gouverneur de la Banque d'Angleterre (1863–1865) et député du Royaume-Uni,,. Il se présente pour la première fois à Bridport de 1857 à 1868 et se présente ensuite dans la circonscription de Bristol après avoir remporté une élection partielle en 1870 et conserve le siège aux élections générales de 1874. Sa démission déclenche l'élection partielle de Bristol en 1878.
Il est le fils de John Hodgson, de The Elms, Hampstead. Il fréquente la Charterhouse School en 1826. Hodgson épouse Frances Butler (1822–1851) en 1843  et ils ont Caroline Anna et Robert Kirkman.
Hodgson est décédé dans sa résidence d'Ashgrove, Sevenoaks, Kent.